# Antoine Clamaran
Antoine Clamaran, de son vrai nom Antoine Clamaran-Danzelle (né en 1964 à Neuilly-sur-Seine), est un DJ, auteur-compositeur et producteur de musique électronique français de house.

## Biographie
Il débute avec Laurent Garnier au Palace avant de devenir résident du Queen.  En 2001, Antoine Clamaran sort la compilation Wax Sessions 1, suivi plus tard du 2e volet Wax Sessions 2 en 2002. En 2002, il sort son premier album Release Yourself où il regroupe l'ensemble des productions sorties sous son nom et y ajoute quelques inédits (ULM).
En 2003, paraît le premier volume de sa compilation MIX Inc. Il est élu DJ de l'année 2005 en France, le 14 novembre 2005, aux trophées Paris Nuit 2005[réf. nécessaire]. En 2006, il sort le titre Keep on Tryin en collaboration avec la chanteuse Emily Chick, suivi de la compilation Dancefloor FG été/Summer 2006. Antoine Clamaran parraine également une association d'enfants atteints du Sida en Thaïlande.
En 2009, il remixe le titre Believe (avec Sandy Vee) de Ministers de la Funk. Le 29 juin 2009, il sort l'album Spotlight, coproduit avec ses amis Laurent Pautrat et Sandy Vee. La chanteuse canadienne Lulu Hughes, Duane Harden (voix d'Armand van Helden surYou Don't Know Me) et Annie C. Max C aka The Voice y participent. Toujours en 2009, Antoine Clamaran est classé 96e dans le classement des DJ internationaux DJ Mag. Pour la première fois, il est appelé pour venir mixer en Corée du Sud et en Uruguay.
Le 5 avril 2010, il sort le titre Live Your Dreams avec la chanteuse espagnole Soraya Arnelas, qui est le titre le plus diffusé sur Fun Radio en 2010. En 2011, il sort Deeper Love.

## Discographie

### Albums studio
- 2002 : Antoine Clamaran – Release Yourself (Universal Records)
- 2003 : Antoine Clamaran – Congos Tools Vol. 1 (Congos Records)
- 2007 : Antoine Clamaran – The Best of (Sony Music Entertainment)
- 2008 : Antoine Clamaran – Inside (Dos or Die)
- 2009 : Antoine Clamaran – Spotlight (Sony Music Entertainment)

### Singles et EP
- 1996 : O Mega feat. Adrian Johnson – Come Into The Party (Polydor)
- 1995 : D-Plac – Acif / Ottou (Blaise Record)
- 1995 : 400 Hz – I've Got the Music In Me (North Records)
- 1995 : D-Plac – A Cif (Dance Pool)
- 1997 : 400 Hz – Don't You (Urban)
- 1997 : Enchain – Weeping Cottonfields (North Records)
- 1998 : Bubble Gum – Be Happy (Frisbeat Records)
- 1998 : Bubble Gum – Look That (Scorpio Music)
- 1999 : Antoine Clamaran Presents The Night – Energy (Velvet Music)
- 1998 : O Mega – Peace and Harmony (Hot Tracks)
- 1998 : O Mega – Dreaming of A Better World (Atoll Music)
- 1999 : O Mega – The Mission (Hot Tracks)
- 2000 : Kolor – Landscape Wind (Basic Traxx Recordings)
- 2000 : Vibration Inc. – Dr Drum (Basic Traxx Recordings)
- 2000 : Vibration Inc. – Loop of Drum (Basic Traxx Recordings)
- 2001 : Antoine Clamaran – Sensation (Filtered Records)
- 2002 : Antoine Clamaran feat. Lulu Hughes – Release Yourself (Ambassade Records)
- 2003 : Antoine Clamaran – Let's All Chant (Discoball)
- 2005 : Antoine Clamaran – Let's Get Together (Discoball)
- 2005 : Disco Platino – The Summer (Update Records)
- 2008 : Antoine Clamaran – One Week In Colombia (Congos Records)
- 2009 : Antoine Clamaran – Gold (Clap Production)
- 2010 : Antoine Clamaran feat. Soraya – Live Your Dreams (Sony Music Entertainment)
- 2011 : Antoine Clamaran feat. Soraya – Stick Shift
- 2011 : Antoine Clamaran feat. David Esse and Lulu Hughes – Deeper Love
- 2012 : Antoine Clamaran feat Soraya & Vince M – Feeling You
- 2014 : Antoine Clamaran – Breaking Into My Heart